# Gone (Bebe Rexha)
Gone è un singolo della cantante statunitense Bebe Rexha, pubblicato il 19 dicembre 2014.

## Descrizione
Gone è un brano dance composto in chiave di Mi bemolle maggiore con un tempo di 165 battiti per minuto. È stato scritto dalla stessa cantante in collaborazione con Aalias, Frequency e Maki Athanasiou, che ne hanno curato anche la produzione. La canzone parla di perdere qualcuno a causa di errori, sentirsi persi e senza speranza per questo, e desiderare di riavere questa persona.

## Tracce
Download digitale
1. Gone – 3:47

## Classifiche
| Classifica (2015) | Posizione massima |
| ----------------- | ----------------- |
| Australia         | 87                |